# Sven Lodziewski
Sven Lodziewski (Leipzig, Alemania oriental, 17 de marzo de 1965) es un nadador alemán retirado especializado en pruebas de estilo libre, donde consiguió ser medallista de bronce mundial en 2001 en los 4 x 100 metros estilo libre.

## Carrera deportiva
En el Campeonato Mundial de Natación de 1982 celebrado en Guayaquil ganó el bronce en los 400 metros estilo libre, con un tiempo de 3:51.84 segundos; bastantes años después, 19 años, en el Campeonato Mundial de Natación de 2001 celebrado en Fukuoka ganó la medalla de bronce en los relevos de 4 x 100 metros estilo libre, con un tiempo de 3:17.52 segundos, tras Australia (oro con 3:14.10 segundos que fue récord de los campeonatos) y Países Bajos (plata con 3:14.56 segundos).